# Тераса циклова
Тераса циклова (рос. терраса цикловая, англ. cyclic terrace, нім. zyklische Terrasse f) –  виникає в результаті збільшення похилу річки, викликаного зниженням базису ерозії (зниження рівня басейну куди впадає річка) або відносного (тектонічне підняття верхів'їв), а також різко зрослої ерозії (зволоження клімату), що викликає утворення поздовжнього профілю на новому рівні. Тераса циклова простежується протягом майже всієї долини. 